# Državna matura
Državna matura (lat. maturitas, maturus) je obvezni završni pismeni ispit koji učenici polažu nakon završetka četvrtog razreda tijekom svog srednjoškolskog obrazovanja. Slično tome, srednje obrazovanje učenika u strukovnim i umjetničkim srednjim školama obvezno završava izradom i obranom završnoga rada u organizaciji i provedbi škole. Učenici isključivo četverogodišnjih strukovnih i umjetničkih srednjih škola mogu polagati i ispite državne mature, ako žele nastaviti obrazovanje na visokim učilištima.

## Cilj državne mature
Državnom maturom se provjeravaju i vrednuju postignuta znanja, vještine i sposobnosti učenika koje su prethodno stekli tijekom obrazovanja u osnovnoj i srednjoj školi u skladu s propisanim nastavnim planovima i programima. Na temelju rezultata državne mature, objektivno i nepristrano se ocjenjuje znanje svakog pojedinog učenika te se dobiva usporediva ocjena svih učenika u Republici Hrvatskoj, čime se omogućava nastavak školovanja ili zapošljavanje. 
Obavezu polaganja državne mature imaju učenici gimnazija, dok učenici strukovnih i umjetničkih škola državnu maturu polažu samo ako planiraju nastaviti svoje obrazovanje na nekom od visokih učilišta.
Državnu maturu u suradnji sa školom provodi Nacionalni centar za vanjsko vrednovanje obrazovanja.

## Vanjske poveznice
- Državna matura Ministarstvo znan. obrazovanja i športa
- Nacionalni centar za vanjsko vrednovanje obrazovanja  Arhivirana inačica izvorne stranice od 22. veljače 2010. (Wayback Machine)
- Skole.hr, uloga drž. mature pri upisu na studijske programe